# Andrzej Powałowski
Andrzej Józef Powałowski (ur. 1951) – polski prawnik, profesor nauk prawnych, profesor zwyczajny Uniwersytetu Gdańskiego i Gdańskiej Szkoły Wyższej, specjalista w zakresie prawa gospodarczego publicznego.

## Życiorys
W 2009 r. na Wydziale Prawa i Administracji Uniwersytetu Gdańskiego na podstawie dorobku naukowego oraz rozprawy pt. Publicznoprawny status osoby fizycznej wykonującej działalność gospodarczą w Polsce uzyskał stopień doktora habilitowanego nauk prawnych w zakresie prawa.
Został profesorem nadzwyczajnym w Katedrze Prawa Gospodarczego Publicznego i Ochrony Środowiska Wydziału Prawa i Administracji Uniwersytetu Gdańskiego i jest kierownikiem tej katedry. 30 lipca 2018 r. uzyskał tytuł naukowy profesora nauk prawnych.
Autor wielu publikacji z zakresu prawa gospodarczego publicznego, w tym prawa działalności gospodarczej i prawa zamówień publicznych.
Adwokat prowadzący własną kancelarię.

## Odznaczenia
- Medal 50-lecia Uniwersytetu Gdańskiego (2021)[4]